# Deurganckdok

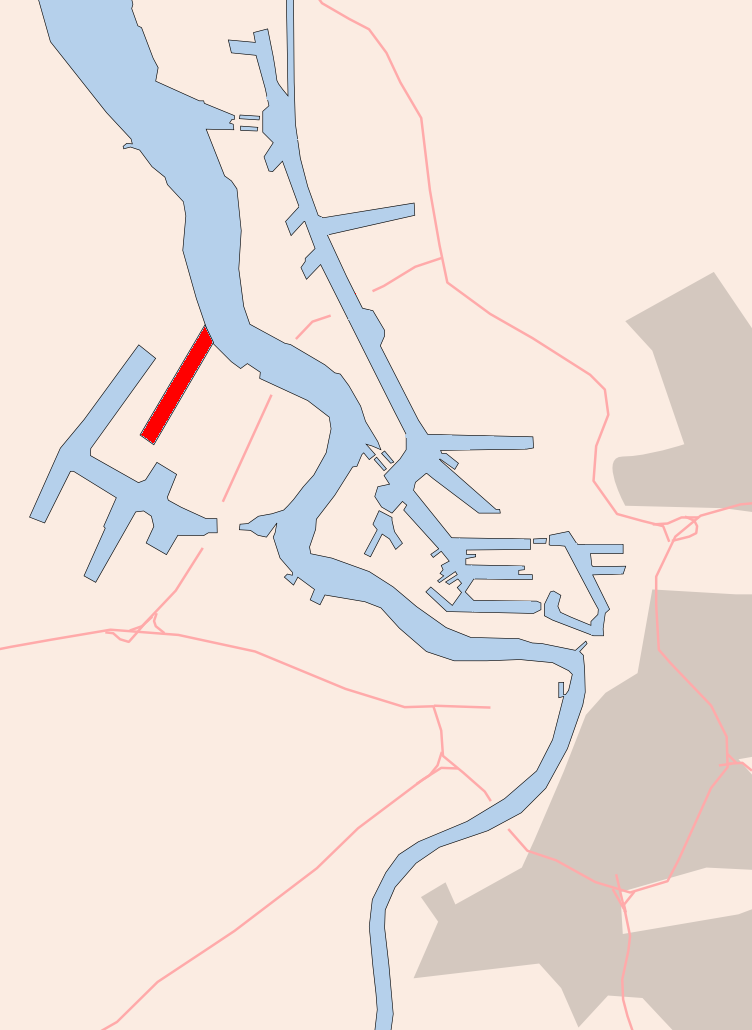
Locatie

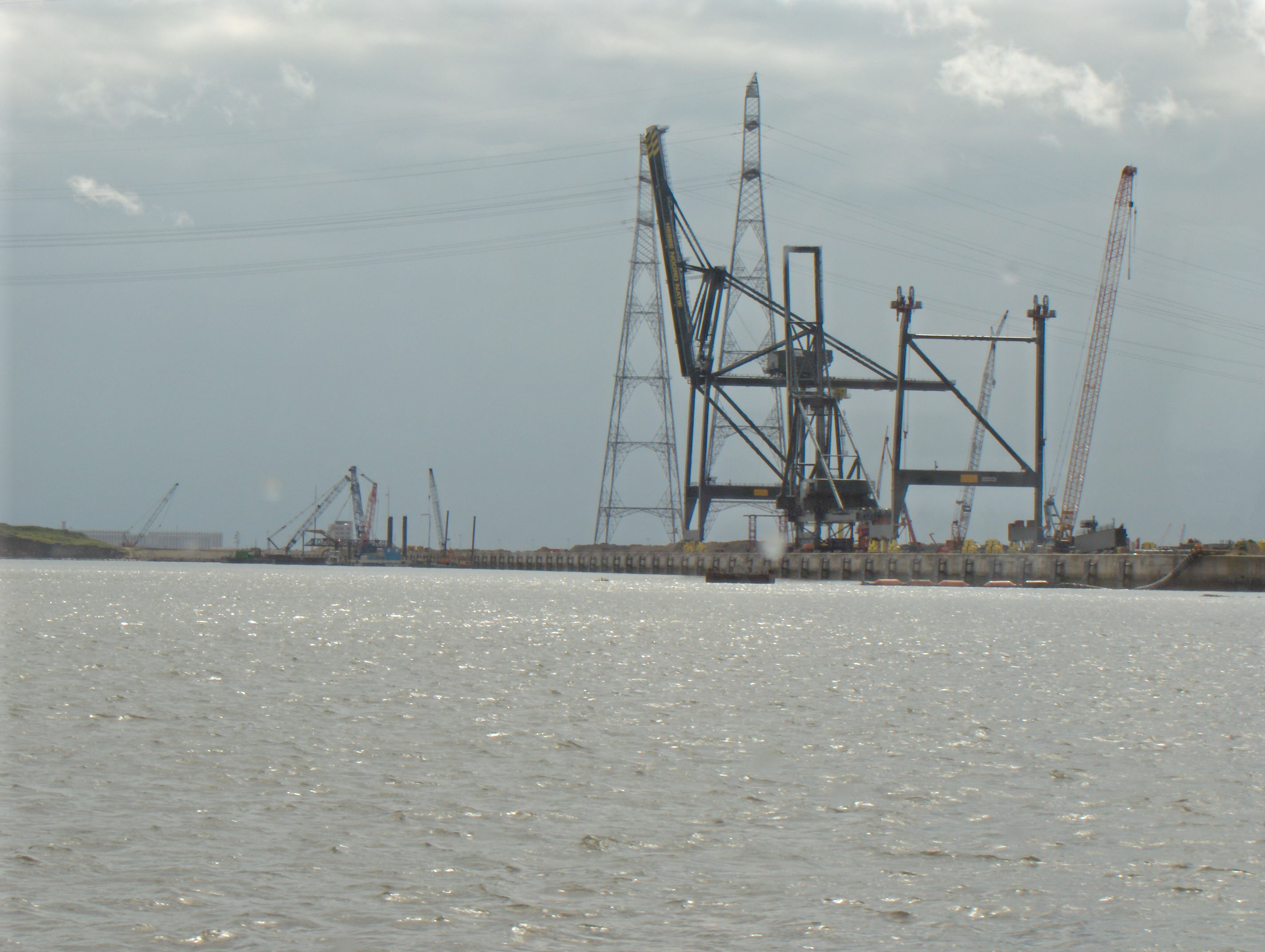
Containerkaaien van het Deurganckdok, aansluiting met de Schelde, gezien vanop het Scheldeveer Lillo-Doel

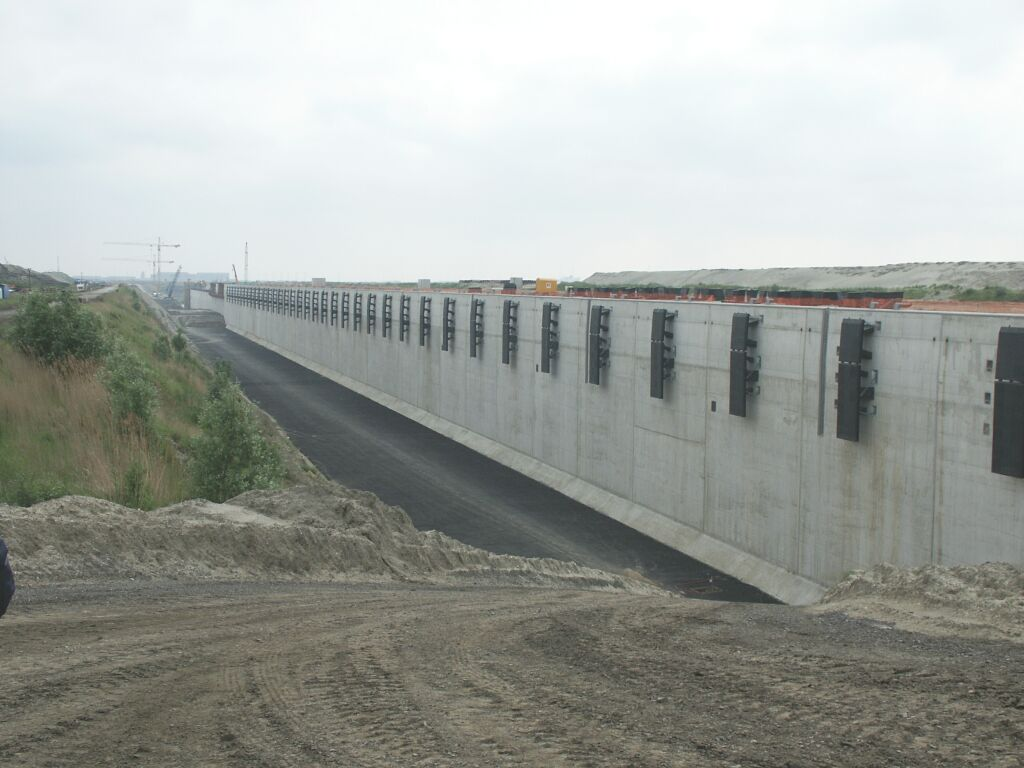
Kaaimuur van het Deurganckdok in aanleg. De kaaimuur is ongeveer 21 meter hoog. De resterende grondmassa tussen de kaaimuren (links op de foto) werd later door een baggerschip weggezogen.

Het Deurganckdok is een containerdok in de Antwerpse Haven (Waaslandhaven) aan de linkeroever van de Schelde, net ten zuiden van het polderdorp Doel in de Belgische gemeente Beveren. Het dok met twee containerterminals staat rechtstreeks (zonder sluizen) in verbinding met de Noordzee, waardoor schepen veel sneller de haven kunnen bereiken. Het betekent ook dat het water in het dok onder invloed staat van de getijden. Daardoor zijn er onderhoudsbaggerwerken noodzakelijk. De jaarlijkse kostprijs van deze onderhoudsbaggerwerken wordt geraamd op 20 à 25 miljoen euro.
Het dok kan 6 tot 7 miljoen standaardcontainers (TEU) per jaar aan, en krijgt volgens plan in totaal meer dan 5 kilometer kaaimuren. 
Het dok is vernoemd naar de Deurganck, een grote geul of zijarm van de Schelde, die Doel scheidde van Fort Liefkenshoek en lag op de plaats waar zich nu het dok bevindt.
Ondertussen zijn er alweer plannen voor nog een ander dok meer stroomafwaarts aan de Schelde: het Saeftinghedok.

## Geschiedenis

### Plannen en bouw
Het Deurganckdok dook vanaf 1995 in plannen van de Administratie Waterwegen en Zeewegen van het Vlaamse Gewest op. Op 20 januari 1998 keurde de Vlaamse regering de bouw van het Deurganckdok goed en de eerste werken startten in oktober 1999. Kort daarna ontstond echter een hevige juridische strijd tussen de Vlaamse regering enerzijds en het Actiecomité Doel 2020, de Werkgroep Natuurreservaten Linkeroever-Waasland en het Vlaams Agrarisch Centrum anderzijds. Bij de wijziging van de gewestplannen had de Vlaamse regering ernstige fouten gemaakt, voornamelijk wat het deel ten noorden van het Deurganckdok (Doel en omgeving) betrof. De Raad van State schorste tot twee keer toe (op 6 juni 2000 en op 8 maart 2001) de bouwvergunningen die steunden op de gewestplanwijziging. Na de tweede schorsing lagen de werken maandenlang stil.
Volgens parlementaire kringen kostte de stillegging van de werken circa 18 miljoen BEF per dag door onder andere schadeclaims, onderhoudswerken, het derven van inkomsten en het afbetalen van leningen. Om nieuwe veroordelingen door de Raad van State te vermijden stemde het Vlaams parlement op 14 december 2001 voor het zogenoemde Nooddecreet of Validatiedecreet: voor de werken aan het Deurganckdok is tegen de normale regelgeving in geen verwijzing naar het gewestplan nodig en de bouwvergunningen van de minister van Openbare Werken worden door het Vlaams parlement bekrachtigd, zodat geen beroep bij de Raad van State meer mogelijk zou zijn. Op basis van de in het parlement goedgekeurde bouwvergunningen werden de werken hervat op 13 april 2002.
De tenuitvoerlegging van het gewijzigde gewestplan, waarover wel nog beroep bij de Raad van State mogelijk was (in tegenstelling tot wat de Vlaamse regering had gehoopt), werd op 30 juli 2002 door de Raad van State geschorst en werd uiteindelijk in 2012 vernietigd door de Raad van State omwille van het ontbreken van een passende beoordeling of plan-MER voor het noordelijke deel. Er werd echter voortgebouwd aan het Deurganckdok, waarvoor de door het parlement met het Validatiedecreet goedgekeurde vergunning nog geldig bleef. Na de bouw van het dok, in 2005, werd wel een RUP goedgekeurd voor het plangebied van het Deurganckdok.

### Natuurcompensaties
Voor de bouw van het Deurganckdok werden volgende 'tijdelijke' natuurcompensatiegebieden aangeduid:
- Gedempt deel Doeldok: deel van het Doeldok dat nooit in gebruik werd genomen.
- Vlakte van Zwijndrecht: de half opgespoten Melselse polder.
- Opgespoten Maritiem Industrial Development Areas (MIDA's) ten zuiden van Doel: zone opgespoten met baggerspecie van het Deurganckdok
- Verrebroekse Plassen: de nog niet uitgevoerde fase III van het Verrebroekdok
- Putten Weiden: een restant van de oude kreken in een deel van de Oud-Arenbergpolder

Vooral Putten Weiden, en in mindere mate de Verrebroekse Plassen, kenden een succes met de snelle ontwikkeling van (zeer) waardevolle natuur.
Door het GRUP 'Afbakening zeehavengebied' zou de tijdelijke natuur geschrapt worden en vervangen door nieuw te creëren natuur in de Wase polders. Het GRUP werd echter geschorst door de Raad van State in afwachting van een uitspraak ten gronde waarvoor onder andere een advies gevraagd werd aan het Europese Hof van Justitie. Dit laatste oordeelde in juli 2015 dat men er niet van uit mag gaan dat de nieuwe natuur (even) succesvol zal zijn.
De Verrebroekse Plassen zullen bij realisatie van het Verrebroekdok vervangen worden door het natuurgebied Prosperpolder Zuid. Putten Weiden moet wijken voor de Primaire Havenweg West en zou vervangen worden door een zilte zone in de Nieuw-Arenbergpolder. Het gedempte deel van het Doeldok, de Vlakte van Zwijndrecht en de opgespoten MIDA's zullen industriegebied worden en wil men op termijn vervangen door de slikken en schorren in Prosperpolder Noord en het GGG Doelpolder.

### Ingebruikname
Op 18 februari 2005 liep het eerste water vanuit de Schelde in het dok en de officiële opening vond plaats op 6 juli 2005. Op 14 september 2005 werd het eerste deel van het dok voor alle scheepvaart vrijgegeven, en op 19 september loste het eerste containerschip zijn lading. De westelijke containerkades zouden worden geëxploiteerd door Hesse–Noord Natie, een filiaal van PSA International, de oostelijke door P&O Ports Consortium.
Om het Deurganckdok helemaal operationeel te maken, zijn aanvullende infrastructuurwerken nodig (zoals de aanleg van de Oosterweelverbinding). Het prijskaartje werd in de media geschat op 3 miljard euro. Doordat dit een getijdendok is, slibt het dok vrij snel dicht met zand en modder dat de Schelde er in afzet. Hierdoor is het noodzakelijk het dok te baggeren om de benodigde diepte voor de schepen te waarborgen, hetgeen ook kosten met zich meebrengt.

### Archeologische vondsten
Bij de aanleg van het Deurganckdok werden noodopgravingen uitgevoerd. Daarbij kwamen in 2000 de resten van twee houten schepen naar boven, een grote en een kleinere kogge. Dendrochronologisch onderzoek wees uit dat de grootste en best bewaarde kogge, de zogenaamde "Doelse kogge", uit de 14e eeuw dateerde en het hout uit Noordwest-Duitsland afkomstig is. Het gaat om een zeldzaam en vrij gaaf bewaard exemplaar van een ooit courant scheepstype in Noord-Europa. De kleinere kogge is afkomstig uit het Oostzeegebied en minder goed bewaard. Het onderzoek en de conservatie zijn samengebracht in het project De Kogge.
Aan de noordelijke oever van de voormalige Deurganck, aan de aansluiting met de Schelde zijn ook sporen aan het licht gekomen van een uit de geschreven bronnen onbekende nederzetting. De nederzetting vertoonde een planmatige structuur en is in 1407 ontstaan en in 1424 bij een overstroming in de golven verdwenen.

## Containerterminals
De meest opvallende infrastructuur van het Deurganckdok zijn de twee grote containerterminals:

### MSC-PSA European Terminal
De MSC-PSA European Terminal (MPET) aan de noordzijde van het Deurganckdok is de grootste containerterminal van Europa.
Deze terminal ontstond nadat de internationale containerrederij MSC In 2015 haar Antwerpse activiteiten (goed voor 10.602 werknemers) verhuisde van het Delwaidedok (Antwerpen-rechteroever), waar de maximale capaciteit bereikt was. Een tweede reden was dat ze aan het Deurganckdok wel schepen van 16.000 en 18.000 TEU kon verwerken. De nieuwe terminal was toen naar schatting goed voor 760 extra voltijdse banen. De terminal werd in 2017 officieel de grootste containerterminal van Europa, met 41 portaalkranen in totaal.
In april 2023 werd hier de MSC Tessa ontvangen. Met haar capaciteit van 24.116 TEU verbrak dit schip hiermee het record van het grootste containerschip in België.

### Antwerp Gateway
De containerterminal op kaai 1700 (zuidoost) van het Deurganckdok, aan spoorbundel Kalishoek, wordt uitgebaat door DP World, als joint venture tussen DP World Antwerp Holding (60%), Cosco (20%), Terminal Link (10%) en duisport Group (10%). De hoofdactiviteit bestaat uit het laden en lossen van containers, de capaciteit is 2,8 miljoen TEU per jaar. Aan de terminal is een leegdepot verbonden voor opslag, onderhoud en herstelling van lege containers. De binnenlandse terminals van DP World (gelegen te Grobbendonk en Luik) zorgen voor synchromodale transportverbindingen.

## Kruisingen van hoogspanningslijnen
Het Deurganckdok wordt overspannen door de dubbelcircuit hoogspanningslijnen EA-219 en EA-235 van 380 kV, die lopen van de kerncentrale van Doel naar het Mercator-onderstation. De pylonen van de lijnovergang EA-219 zijn 164,98 meter (westoever) en 164,36 meter (oostoever) hoog, waarbij de lengte van de overspanning over het Deurganckdok 639 meter is.
De hoogten van de pylonen van de zuidelijke lijn EA-235 zijn 165,95 meter voor de westelijke oeverpyloon en 165,7 meter voor de oostelijke oeverpyloon. De afstand tussen de twee masten is 631 meter. Beide masten zijn getuide masten en hebben twee spanten voor de geleiders en een aarddraadtraverse. De westelijke mast van de bovenleidingkruising van het Deurganckdok van lijn EA-235 is de hoogste afspanmast van Europa.

## Galerij

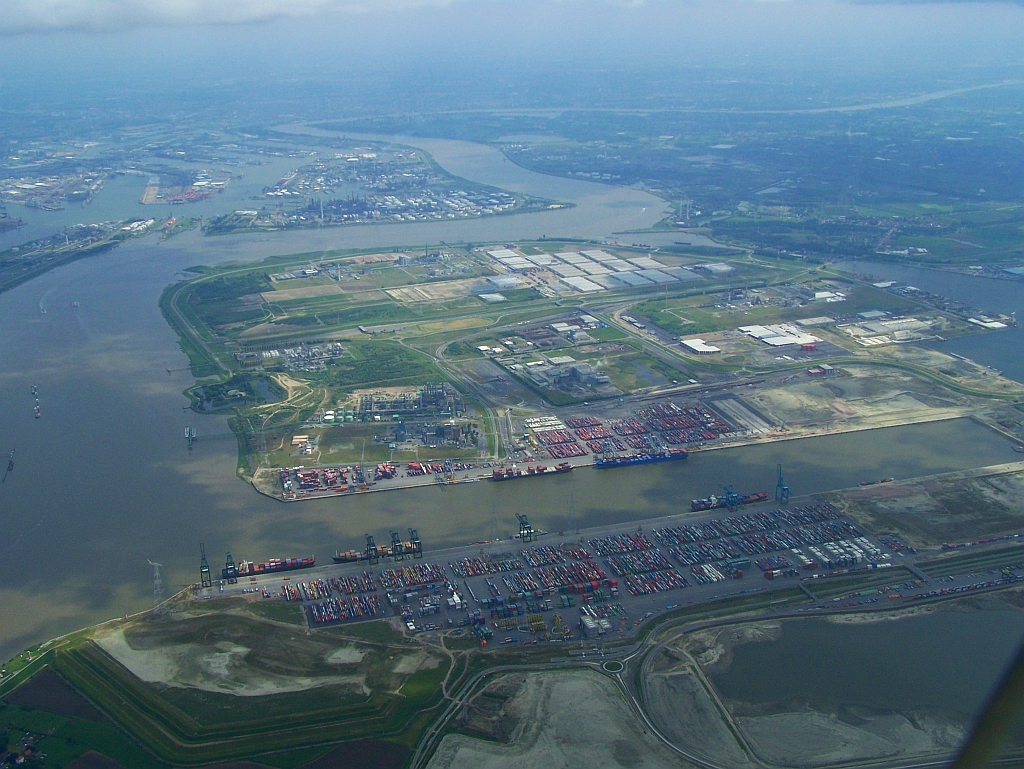
Luchtfoto Deurganckdok mei 2008